# 安瓦拉烏帕齊拉
安瓦拉乌帕齐拉是孟加拉国吉大港縣的一个乌帕齐拉，位於吉大港专区的吉大港縣。。

## 人口
據1991年孟加拉國人口普查，安瓦拉共有戶數38,008戶，人口219,446人。其中男性佔比50.99%，女性佔比49.01%；成年人口107,408人。該地7歲以上人口之平均識字率為30.6%。